# エベリン・ファーチ
エベリン・ファーチ（Evelyn Furtsch、1914年4月17日 - 2015年3月5日）は、アメリカ合衆国の陸上競技選手。1932年ロサンゼルスオリンピックの金メダリストである。

## 経歴
ファーチは、カリフォルニア州サンディエゴ出身。8歳のときに同州ロサンゼルス近郊のオレンジ郡に家族とともに転居。ハイスクール1年のときから彼女の足の速さは注目され、すぐに同校の陸上部において男子生徒と混じってトレーニングを開始した。当時のアメリカでは、大きな都市か大きな都市の学校にしか女性が陸上を行える環境は整っていなかった。ファーチのコーチはロサンゼルスアスレチッククラブで、1932年に開催されるロサンゼルスオリンピックに向けて女子陸上選手のコーチを務めていた。
そして、ファーチは、地元開催のロサンゼルスオリンピックの女子4×100mリレーに出場を決め、メアリー・カルー、アネット・ロジャース、ウィルヘルミナ・ボンブレーメンとともに、46.9秒の世界新記録で金メダルを獲得した。